# 涉佗
涉佗（前6世纪？—前500年），春秋時期晋国的大夫。
前520年（周景王二十五年、鲁昭公二十二年、晋顷公六年），晋国灭亡鼓國，俘虏鼓子鸢鞮回去，派涉佗镇守鼓地。前502年（周敬王十八年、鲁定公八年、晋定公十年、卫灵公三十三年），晋国将要和卫灵公在鄟泽结盟，赵简子问：“群臣有谁敢和卫国国君结盟？”涉佗、成何说：“我们能和他结盟。”卫国人请他们两人执牛耳。成何说：“卫国，不过和我晋国温地、原地差不多，哪里能和诸侯相比？”将要歃血，涉佗推开卫灵公的手，血顺着流到卫灵公手腕上。卫灵公大怒，于是背叛晋国。前500年（周敬王二十年、鲁定公十年、晋定公十二年、卫灵公三十五年），卫灵公在寒氏进攻邯郸午，攻破城的西北角而派兵据守。到晚上邯郸午的军队溃散。等到晋国包围卫国，邯郸午带了七十个徒兵进攻卫国西门，在城门里杀人，说：“以此报复寒氏那战役。”涉佗说：“邯郸午这人算得是勇敢了，但我前去，卫国一定不敢开门出战。”于是也带领士兵七十人，早晨攻打城门，走向城门左右两边，全部站定，像树木一样不动。到中午卫军不开城门，涉佗才退回去。回兵后，晋国责问卫国背叛的原因，卫国人说：“由于涉佗、成何。”晋国人因此逮捕了涉佗，以此向卫国要求讲和。卫国人不答应，晋国人就杀了涉佗。成何逃亡到燕国。